# Zbigniew Knap
Zbigniew Knap (ur. 1945, zm. 1 września 2013) – polski nauczyciel, piłkarz i samorządowiec, w latach 1994–1997 prezydent Tomaszowa Mazowieckiego.

## Życiorys
W młodości był piłkarzem, grał w zespołach Pilica Tomaszów Mazowiecki i Lechia Tomaszów Mazowiecki. W Pilicy był też m.in. członkiem zarządu komisarycznego sekcji piłkarskiej i trenerem (od 1970), a w latach 80. i 90. trenerem sekcji juniorów oraz trenerem-koordynatorem. Przez wiele lat pracował jako nauczyciel wychowania fizycznego w technikum samochodowym i następnie w I Liceum Ogólnokształcącym w Tomaszowie Mazowieckim, w latach 1989–1994 pozostawał dyrektorem I LO. Związał się z Sojuszem Lewicy Demokratycznej, od 1994 do 1997 roku pełnił funkcję prezydenta miasta. W 2006 kandydował do rady miejskiej z ramienia lokalnego komitetu.
Był żonaty, miał córkę i syna. 6 września 2013 pochowano go na Cmentarzu Miejskim w Tomaszowie Mazowieckim przy ul. Dąbrowskiej.